# John D. Rockefeller III
John Davison Rockefeller III (Nueva York; 21 de marzo de 1906 - Mount Pleasant, Nueva York; 10 de julio de 1978) fue un filántropo estadounidense y tercero de la generación de la prominente familia Rockefeller. Era el hijo mayor de John D. Rockefeller Jr. y Abby Aldrich Rockefeller, hermano de Abby, Nelson, Laurance, Winthrop y David. Como dice su nombre, era nieto de John Davison Rockefeller, el gran empresario que consiguió monopolizar la industria del petróleo durante la primera mitad del siglo XX.

## Primeros años
Recibió su educación preparatoria en la Escuela Browning en la Ciudad de Nueva York y el Instituto de Loomis, Windsor, Connecticut, en 1925. Fue a la Universidad de Princeton, donde sacó buenas notas En la asignatura de economía y terminó la carrera en 1929 con el grado de licenciado en ciencias, escogiendo relaciones industriales como tema de su tesis. Rockefeller pasó el verano antes de su graduación como ayudante en la sección de Información de la Liga de Naciones en Ginebra, Suiza, comenzando así un compromiso de por vida con las relaciones internacionales. Una gira mundial, realizada después de la graduación, concluyó con el trabajo para el Instituto de Relaciones del Pacífico en Japón. Después de graduarse se incorpora a las empresas familiares, donde rápidamente consigue un puesto en la Rockefeller Foundation.

## Vida y causas sociales

### Primeros años en las empresas
En diciembre de 1929, Rockefeller, que había sido criado para asumir el papel principal en su generación de esfuerzos filantrópicos, comenzó a trabajar en la oficina de su padre en 26 de Broadway en la Ciudad de Nueva York. Inmerso en las operaciones de las numerosas instituciones asociadas con la familia, se convirtió en un miembro de la junta y funcionario de la Fundación Rockefeller, el Consejo General de Educación, el Instituto Rockefeller para la Investigación Médica (ahora la Universidad Rockefeller), Colonial Williamsburg y la Junta Médica de China, entre otros. El joven Rockefeller III también desarrolló sus propios intereses. A través de su labor como miembro de la junta de directores de la Oficina de Higiene Social (a la que fue nombrado en 1928), Rockefeller comenzó un compromiso de por vida con las cuestiones de la población y el control de la natalidad. En 1932, fue nombrado presidente de la Comisión de la Delincuencia Juvenil en la ciudad de Nueva York. Seis años más tarde, la Comisión publicó sus recomendaciones para el manejo de los delincuentes juveniles y los conflictos que estos generaban en la sociedad.

### Programas, Institutos y Fundaciones
Ya con aspiraciones claras, en el año 1940, el todavía joven Rockefeller III fundó junto con sus cuatro hermanos la Rockefeller Brothers Fund, que, mediante la concesión de becas, ayuda a la investigación en educación, economía, arte y cultura, la práctica democrática y otras áreas. En los misma década, ayudó a la revitalización de la sociedad japonesa y, en 1956, organizó la Asia Society. Ambas organizaciones se dedican a fomentar los intercambios culturales y educativos entre el Este y el Oeste. También fundó el Consejo de Asuntos Económicos y Culturales (que posteriormente cambió su nombre por el de Consejo de Desarrollo Agrícola) para proporcionar asistencia a los agricultores de Asia. Se convirtió en la figura americana con quien los prominentes abogados asiáticos hicieron parte de los tratos. Fue un defensor de la moderación y la cooperación en asuntos exteriores. 
Con la fundación del Consejo de Población en 1952, Rockefeller confía en llevar el problema de la superpoblación a la atención mundial. Sus viajes por toda Asia le convencieron de que el crecimiento de la población tenía que ser comprobado si los países subdesarrollados eran capaces de lograr la estabilidad política. En 1970, el Presidente Nixon nombró a Rockefeller III presidente de la Comisión para el crecimiento de la población y el futuro americano.  Dicho Consejo dio muestras inequívocas de simpatía eugenésica durante la primera década de funcionamiento, cuando financió la creación de la Sociedad Estadounidense de Eugenesia. Más cerca de casa, a mediados de los 50, tomó el liderazgo de un comité de líderes cívicos que estaban trabajando para crear el Lincoln Center.  Se convirtió en la figura clave en los esfuerzos de recaudación de fondos, así como para forjar un consenso entre los diversos grupos de funcionarios cívicos, dirigentes sociales y artistas, cuya cooperación era necesaria a fin de que el Centro tuviera éxito.
Fue uno de los principales patrocinadores, y el primer presidente de la empresa, del Centro Lincoln para el Arte, en Nueva York, empezando en 1956, y se convirtió en el presidente del comité de accionistas en 1961, cargo en el que sirvió hasta 1970, cuando fue elegido presidente honorario del comité. Durante 1960, Rockefeller III y su esposa, Blanchette, se convirtieron en coleccionistas de arte asiático y americano. Sherman Lee, el director del Museo de Arte de Cleveland y un experto en arte asiático, se desempeñaron como consultores de Rockefeller III, al igual que Edgar P. Richardson, un experto en arte americano. Rockefeller III se consideraba como una especie de custodia temporal de las obras de arte, ya que en última instancia, sus colecciones serían para mostrar al público.  A su muerte, sus importantes colecciones de arte americano y oriental fueron donadas a la Asia Society de Nueva York y al Museo de Bellas Artes de San Francisco, respectivamente.
A finales de la década de 1960, Rockefeller III realizó una gran campaña para influir en las políticas públicas sobre filantropía, particularmente la filantropía privada, que él consideraba como la única fuerza social que era indispensable para el éxito continuo de los Estados Unidos. Rockefeller III se convirtió en el principal vocero de la filantropía privada. Presionó al Congreso para la regulación y legislación sobre los impuestos con vistas a que las donaciones privadas puedan florecer. En su papel como autoproclamado guardián de la filantropía, Rockefeller III fue responsable de la creación de la Comisión sobre fundaciones y filántropos privados (generalmente conocida como la Comisión Peterson) y la Comisión de la filantropía privada y necesidades públicas (generalmente conocida como la Comisión Filer).

### Visión política
Rockefeller III vio un gran potencial en los derechos civiles y los movimientos juveniles de la década de 1960. En su libro, la segunda revolución americana (1973), para lo cual se basaron en sus experiencias de los años sesenta, el Rockefeller III describió su visión de los Estados Unidos como una democracia pluralista que hizo hincapié en la cooperación entre las instituciones públicas y privadas. Este libro establece el escenario de la participación de Rockefeller para ayudar a planificar la celebración del bicentenario de EE. UU. de 1976. Rockefeller III asumió un papel activo a través de su trabajo en el Comité Nacional para la Era Bicentenaria y con los fondos proporcionados por los Fondos JDR3 (John D. Rockefeller III, escrito 3.º) para proyectos del bicentenario.

### Servicio militar
En julio de 1942, Rockefeller III se unió a la marina. Sirvió con el rango de teniente comandante en la oficina del Jefe de Operaciones Navales y trabajó en un grupo de trabajo inter agencia dedicado a la planificación de la política de de Japón posguerra . Rockefeller fue liberado del servicio activo en 1945, pero su experiencia de guerra condujo a su nombramiento como consultor cultural a John Foster Dulles durante las negociaciones sobre el tratado de paz japonés.

## Familia
El 11 de noviembre de 1932 se casó con la influyente Blanchette Ferry Hooker (quien más tarde fundaría el Blanchette H. Rockefeller Fellowship Fund en Japón), hija de Elon Hooker, el fundador de Hooker Electrochemical Company. Tuvieron cuatro hijos:
- Sandra Rockefeller.
- Jay Rockefeller (John D. Rockefeller IV), político, fue gobernador y senador por el estado de Virginia.[4]
- Hope Aldrich Rockefeller, periodista y escritora en diversos diarios estadounidenses y a nivel mundial.
- Alida Ferry Rockefeller, filántropo, siguiendo la costumbre familiar.

De joven sus familiares y cercanos le decían Demi.

## Muerte
John D. Rockefeller falleció el 18 de julio de 1978, a la edad de 72 años, a causa de un accidente automovilístico, en Mount Pleasant, Nueva York, Estados Unidos, cerca de la Kykuit (John D. Rockefeller Estate) en Pocantico, famosa mansión de la familia Rockefeller. Fue enterrado en el Cementerio de la Familia Rockefeller, lugar donde se encuentran los restos de la familia Rockefeller, a partir de su abuelo John D. Rockefeller, ubicado en Sleepy Hollow, Nueva York.

## Legado
En la década de los 50, ayudó a la revitalización de la sociedad japonesa, y en 1956, fundó la Asia Society, organizaciones que se dedican a fomentar los intercambios culturales y educativos entre el Este y el Oeste. En 1960 creó el Premio Rockefeller al Servicio Público, dotado con 10 000 dólares, que se concede cada año para reconocer los servicios realizados al gobierno y a la población de Estados Unidos en cinco ámbitos distintos.